# CR (motorfietsmerk)
CR is een Duits historisch merk van motorfietsen.
CR stond voor: Carl Rueff, München
Carl Rueff begon zijn motorfietsen te produceren in 1926, op het moment dat juist honderden kleine Duitse merken hun productie beëindigden. Hij maakte zelf frames maar waar de meeste merken voor Duitse tweetakt-inbouwmotoren kozen, bestelde hij zijn 172cc-tweetaktmotoren bij Villiers in Wolverhampton. Voor die tijd bleef het merk lang bestaan, wellicht geholpen door de Duitse wetgeving, waardoor vanaf 1928 voor motorfietsen tot 200 cc geen belasting hoefde te worden betaald en ook geen rijbewijs nodig was. Toen de Grote Depressie in 1930 uitbrak moest ook Carl Rueff zijn productie staken.